# Osvaldo Dorticós Torrado
Osvaldo Dorticós Torrado (Cienfuegos, 17 d'abril de 1919 - L'Havana, 23 de juny de 1983) va ser un advocat i polític cubà que va exercir el càrrec de president del país entre el 17 de juliol de 1959 i el 2 de desembre de 1976. Aquell any va entrar en vigor la Constitució cubana de 1976, que va eliminar el càrrec de "President de la República" i va establir el màxim poder de l'Estat en un òrgan col·legiat electe per l'Assemblea Nacional. Es va suïcidar el 1983.

## Biografia
Dorticós va néixer en una família benestant a Cienfuegos, província de Las Villas, el 17 d'abril de 1919. El seu pare era alhora advocat i metge, i un dels seus avantpassats era Tomás Terry, un famós empresari veneçolà d'ascendència paterna irlandesa que va acumular una de les fortunes més grans de l'hemisferi occidental (25 milions de dòlars en el moment de la seva mort el 1886), que va fundar el Teatre Tomás Terry de Cienfuegos. Després de treballar breument com a professor, Dorticós va estudiar dret i filosofia a la Universitat de l'Havana i es va llicenciar en dret l'any 1941. Es va afiliar al Partit Socialista Popular, controlat pels comunistes, i va actuar durant un temps com a secretari de Juan Marinello, líder del partit. .

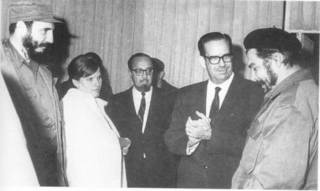
Dorticós amb Fidel Castro i Che Guevara el 1965.

A la dècada de 1950, Dorticós va establir un pròsper despatx d'advocats a Cienfuegos, i va exercir de Comodor del Club Nàutic de Cienfuegos. Es va oposar fermament al govern de Fulgencio Batista, i va participar en el Moviment de Resistència Civil, subministrant armes i provisions a les forces rebels, i actuant com a oficial d'enllaç entre diferents grups guerrillers.
Dorticós va ser elegit degà del Col·legi d'Advocats de Cuba l'any 1958 abans de ser detingut pel règim de Batista el mateix any i d'haver-se d'exiliar breument a Mèxic.

### Paper al govern cubà
Després de l'èxit de la Revolució l'1 de gener de 1959, Dorticós va tornar a Cuba i va ser nomenat ministre de Lleis Revolucionàries al gabinet que presidia Fidel Castro. En aquest càrrec, va tenir un paper important en la redacció de legislació revolucionària com la Llei de Reforma Agrària i la Llei Fonamental Orgànica que va suplantar la Constitució de 1940. Després de la dimissió del president Manuel Urrutia, Dorticós va ser nomenat president de Cuba pel Consell de Ministres. el 17 de juliol de 1959.

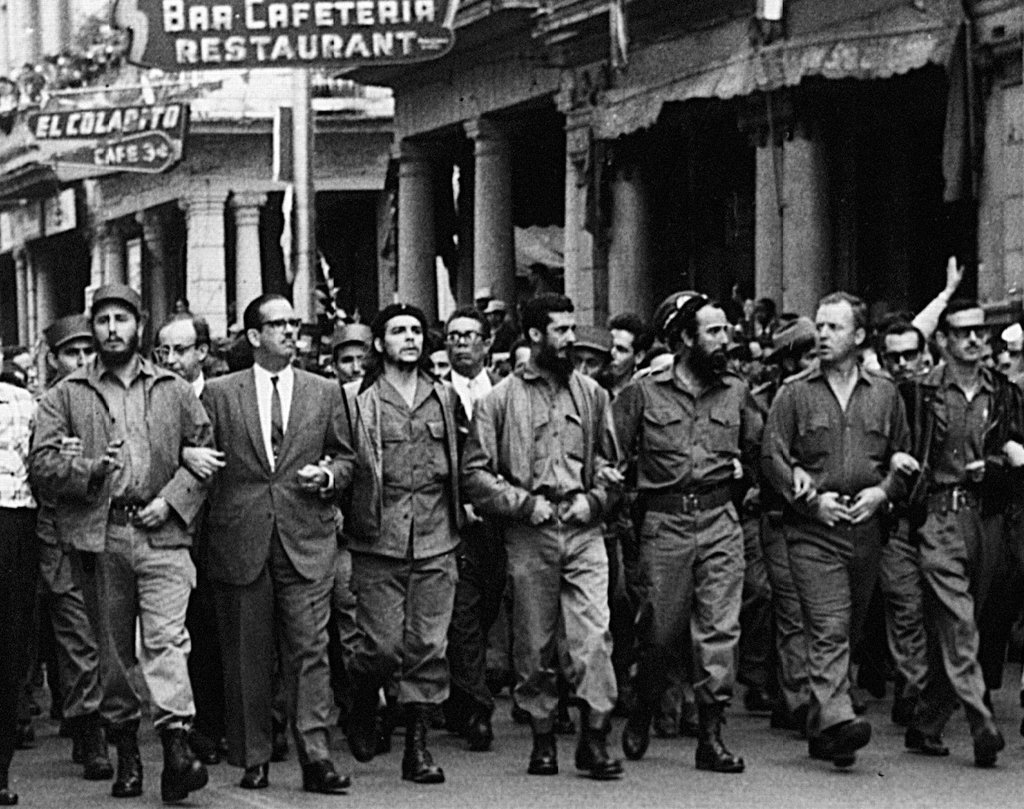
Osvaldo Dorticós Torrado (segon per l'esquerra), entre Castro i Guevara, durant la marxa que homenatjava les víctimes de l'explosió del La Coubre

Com a president, Dorticós va representar Cuba a la Cimera de les Nacions No Alineades a Belgrad, Iugoslàvia (1961), i a la Cimera de l'Organització dels Estats Americans a Punta del Este, Uruguai (1962). Durant la crisi dels míssils cubans de 1962, Dorticós va pronunciar un discurs a les Nacions Unides en què va anunciar que Cuba posseïa armes nuclears, i que esperava que mai haguessin de ser utilitzades. Va estar present a la presa de possessió del president peronista Héctor Cámpora el 25 de maig de 1973, a Buenos Aires, juntament amb el president xilè Salvador Allende.
A més de ser president de Cuba, Dorticós va exercir com a membre del Secretariat del Comitè Central del Partit Comunista de Cuba (a partir de 1965), i com a president del Consell Central de Planificació (a partir de 1964).
La nova constitució cubana promulgada el 1976 va fusionar els càrrecs de president i primer ministre. Castro esdevingué president i Dorticós fou nomenat president del Banc Nacional, vicepresident del Consell de Ministres i membre del Consell d'Estat.

## Mort
Dorticós es va suïcidar amb un tret el 23 de juny de 1983, quan era Ministre de Justícia. Sembla que la motivació del seu suïcidi va ser la mort de la seva dona, així com també una malaltia crònica de la columna que patia.